# Agata Bielik-Robson

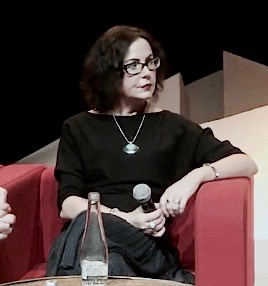
Agata Bielik-Robson

Agata Bielik-Robson (* 6. Juni 1966) ist eine polnische Philosophin und Publizistin, die sich schwerpunktmäßig mit der Subjektphilosophie, Literaturtheorie und Religionsphilosophie beschäftigt.

## Leben
1995 promovierte Bielik-Robson in Philosophie.
Seit 2011 doziert sie Jüdische Studien an der University of Nottingham.
Bielik-Ribson ist als außerordentlicher Professor am Institut für Philosophie und Soziologie der Polnischen Akademie der Wissenschaften (Instytut Filozofii i Socjologii Polskiej Akademii Nauk) tätig.
Seit 2014 ist sie Juryvorsitzende des Literaturpreises Gdynia.

## Publikationen (Auswahl)
- 1997: Na drugim brzegu nihilizmu
- 2000: Inna nowoczesność
- 2004: Duch powierzchni: rewizja romantyczna i filozofia
- 2008: Romantyzm, niedokończony projekt. Eseje
- 2008: Na pustyni. Kryptoteologie późnej nowoczesności
- 2011: The Saving Lie: Harold Bloom and Deconstruction
- 2012: Erros. Mesjański witalizm i filozofia
- 2014: Philosophical Marranos. Jewish Cryptotheologies of Late Modernity